# Побитий Яр
Побитий Яр — балка у Сватівському районі Луганської області. Ліва притока річки Жеребець (басейн Азовського моря).
Довжина балки 5,5 км. Бере свій початок на східній стороні від села Ковалівка. Тече на захід і впадає у річку Жеребець, ліву притоку Сіверського Дінця. Майже по всій балці проходять грунтові дороги. У східній частині балки є невеликий ставок.